# ليوناردو رولون
ليوناردو جبريل رولون (بالإسبانية: Leonardo Gabriel Rolón)‏ هو لاعب كرة قدم أرجنتيني وتوأم اللاعب ماكسي رولون.
يلعب في موقع جناح أيمن وكذلك قلب الدفاع.